# Wysiółki
Wysiółki [vɨˈɕuu̯ki] est un village polonais de la gmina de Korycin dans le powiat de Sokółka et dans la voïvodie de Podlachie.